# Wiedaue bei Borod
Das Naturschutzgebiet Wiedaue bei Borod liegt im Westerwaldkreis in Rheinland-Pfalz. Es liegt im Gemeindegebiet von Borod.

## Beschreibung
Das 9,5 ha große Gebiet, das im Jahr 1981 unter Naturschutz gestellt wurde, liegt im östlichen Teil der Gemeinde Borod an der Gemeindegrenze zu Mudenbach. Schutzzweck ist die Erhaltung des Feuchtgebietes mit seinen Sumpfflächen und anschließenden feuchten Grünlandflächen als Standort seltener Pflanzen sowie als Lebensraum in ihrem Bestande bedrohter und seltener Tierarten, insbesondere seltener Vogelarten, aus wissenschaftlichen Gründen.